# Carl Rümker

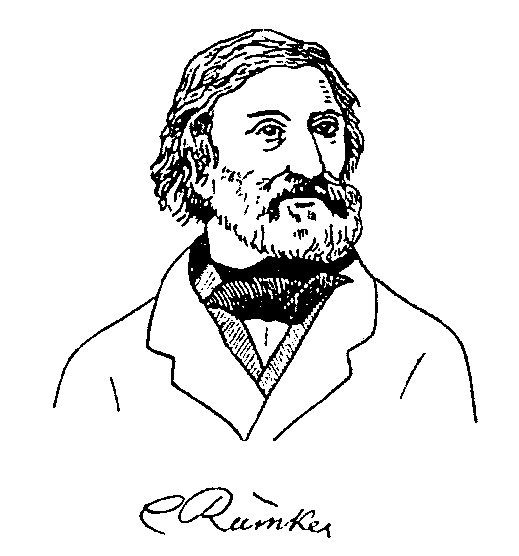
Charles Rümker, aus: Carl Rümkers Hamburger Sternverzeichnis, Bergedorf, 1922

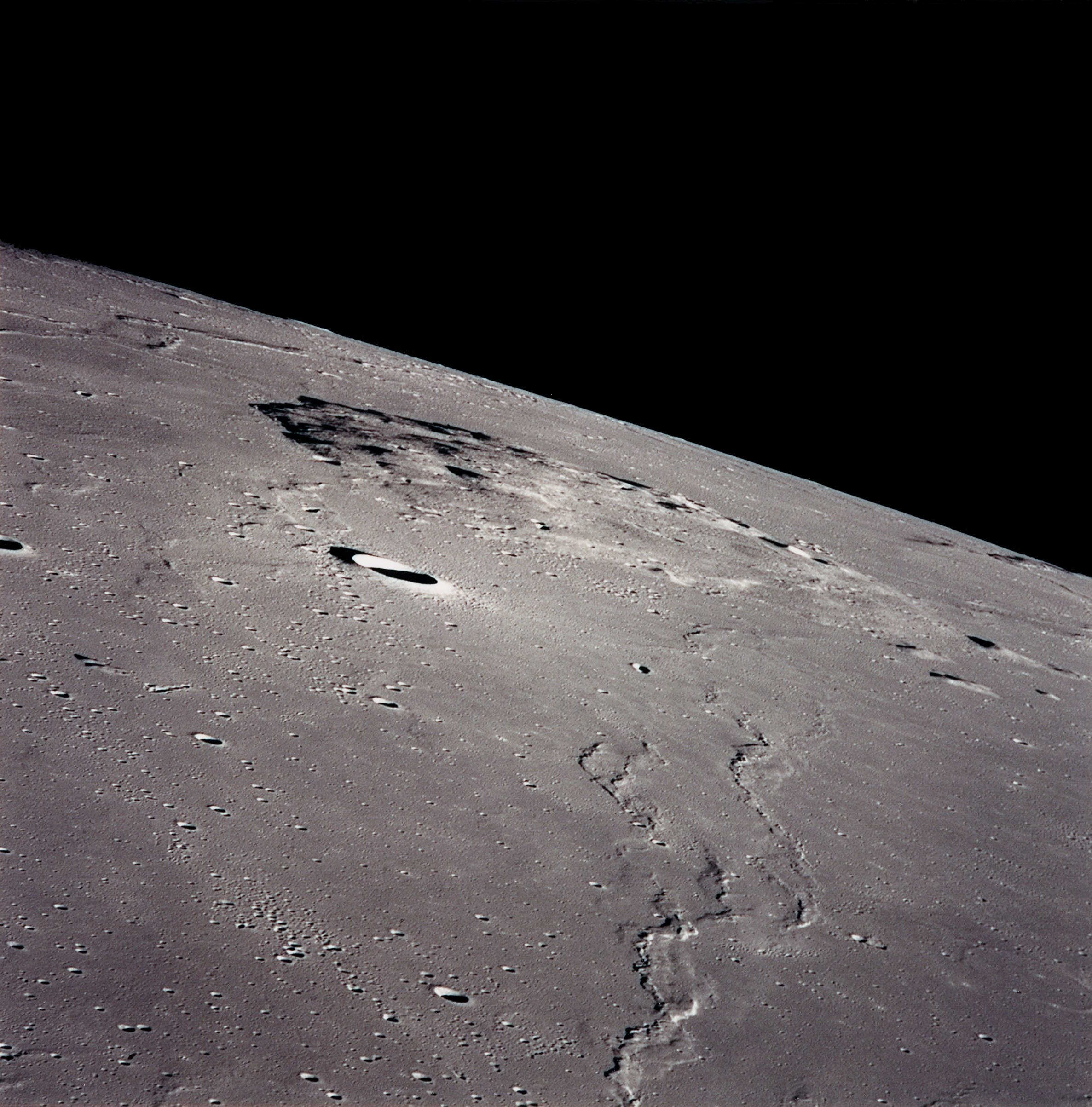
Der Berg Rümker (Mons Rümker) auf dem Mond

Christian Carl Ludwig Rümker, auch: Karl Rümker, anglisiert: Charles Rümker (* im Mai 1788 in Stargard; † 21. Dezember 1862 in Lissabon) war ein deutscher Astronom.

## Leben
Carl Rümker wurde als jüngstes von fünf (bekannten) Kindern des Juristen und Stadtrichters Justus Friedrich Rümker (1741–1817) und dessen Frau, der Neubrandenburger Apothekertochter Dorothea Maria, geb. Siemerling (1757–1788) in der südostmecklenburgischen Landstadt Stargard  am 18. Mai 1788 in der dortigen Stadtkirche getauft. Erst kurz zuvor hatte der Vater, der vorher Advokat in Neubrandenburg gewesen war, das Amt des Gerichtsverwalters zu Stargard übernommen.  Gleichwohl spielte Neubrandenburg, wo die Großeltern wohnten und die Familie häufig weilte, für Rümkers Kindheit und Jugend eine nicht unwesentliche Rolle.
Rümker besuchte das Berliner Gymnasium zum Grauen Kloster. Seine erste berufliche Orientierung auf das Baufach deutet jedoch darauf hin, dass er das Gymnasium vor dem Abitur verlassen hat. Rümker widmete sich in Berlin zunächst dem Baufach. Ab 1807 schlug er sich in Hamburg als Mathematiklehrer durch, wurde 1809 Seemann und trat schließlich 1813 als Offizier in englische Dienste ein, wo er in den Kriegen gegen die Franzosen und die Nordamerikaner beteiligt war.
Von 1819 bis 1820 war er Lehrer an der Navigationsschule in Hamburg. 1821 folgte er Thomas Brisbane nach Australien, der Gouverneur für New South Wales wurde. Brisbane, der bereits in England ein eigenes Observatorium besaß, baute am Gouverneurssitz Parramatta die erste Sternwarte Australiens. Als Leiter stellte er Rümker ein, der dort von 1821 bis 1830 zusammen mit James Dunlop arbeitete. Rümkers Ehrgeiz wurde um den Enckeschen Kometen geweckt, dessen Bahn und möglichen Ort der Wiederentdeckung er berechnete. Im Wechsel mit Dunlop wurde der Himmel überwacht und am 24. Mai 1822 fand Dunlop den Kometen. Dies war die zweite Wiederentdeckung eines Kometen nach dem Halleyschen Kometen. Um diese Entdeckung entzündete sich Streit, ob nun Rümker oder Dunlop der Entdecker des Kometen sei. Dies war der Beginn von Differenzen zwischen Rümker und Brisbane, die dazu führten, dass Rümker 1823 die Paramatta-Sternwarte verließ und auf ein eigenes kleines Stück Land zog. 1824, nachdem Brisbane nach England zurückberufen worden war, erhielt Rümker die Leitung der Sternwarte zurück. Ein großes Projekt war die Erstellung eines umfangreichen Sternkatalogs für den südlichen Himmel mit über 7000 Sternpositionen.
1829 schiffte sich Rümker nach England ein, um in London neue Instrumente für das Observatorium und für ein australisches Vermessungsprojekt zu beschaffen. Dort wurden ihm Intrigen innerhalb der Royal Astronomical Society, scheinbar von Brisbane inszeniert, zum Verhängnis, so dass eine Rückkehr nach Paramatta nicht mehr möglich war.
Zu diesem Zeitpunkt suchte die Hamburger Sternwarte einen neuen Direktor, und Rümker nahm diese Stelle 1830 an. Gleichzeitig wurde er auch Lehrer der Navigationsschule, die im selben Gebäude untergebracht war. Der Sternkatalog, den er in Paramatta erstellt hatte, erschien 1832 in Hamburg. In Hamburg führte Rümker ein noch umfangreicheres Katalogprojekt mit 12.000 Sternpositionen durch. Die Arbeit an der Navigationsschule nahm ebenfalls beträchtlich zu, bei seiner Amtsübernahme 1831 waren es 60 Schüler, 1857 bereits über 250.
Das enorme Arbeitspensum setzte seiner Gesundheit erheblich zu. Im März 1854 stürzte er bei einem Schwächeanfall von der Beobachtungsleiter und beschädigte sein Hüftgelenk erheblich. Die Folgen dieses Sturzes heilten nie mehr richtig aus. 1857 übergab er deshalb die Leitung der Sternwarte an seinen Sohn George und wechselte nach Lissabon.
Sein Sohn George, geboren 31. Dezember 1832 in Hamburg, war ebenfalls Astronom und zunächst von 1853 bis 1856 auf der Sternwarte in Durham, danach auf der in Hamburg tätig, veröffentlichte viele Beobachtungen und Berechnungen von Planeten und Kometen.

## Auszeichnungen und Mitgliedschaften
- 13. Juni 1823, Silbermedaille der Royal Astronomical Society[8]
- 18. Oktober 1839, (gewähltes) Mitglied der „Amerikanischen Philosophischen Gesellschaft in Philadelphia“[9]
- 10. Februar 1854, Goldmedaille der Royal Astronomical Society[10]
- 1854: korrespondierendes Mitglied der Bayerischen Akademie der Wissenschaften[11]
- 1854: korrespondierendes Mitglied der Göttinger Akademie der Wissenschaften[12]
- 1859: Mitglied der Leopoldina[13]
- 1935 wurde der Mons Rümker auf dem Erdmond, ein Vulkanberg-Massiv mit Nebenkratern, nach Carl Rümker benannt.

## Schriften
- Preliminary catalogue of fixed stars etc., Perthes u. Besser, Hamburg 1832, Digitalisat
- Handbuch der Schifffahrts-Kunde mit einer Sammlung von Seemanns-Tafeln, einer See-Karte und einer magnetischen Karten.[14]  Perthes-Besser & Mauke, Hamburg
  - 4. Aufl., 1844 Digitalisat
  - 5. Aufl., 1850 Digitalisat
  - 6. Aufl., 1857 Digitalisat
- Mittlere Örter von 12.000 Fixsternen für den Anfang 1836 , Perthes-Besser & Mauke, Hamburg
  - 1843 Digitalisat
    - Neue Folge der mittleren Oerter von Fixsternen für den Anfang 1850  Digitalisat

  - 1846 Dritte Abtheilung Digitalisat
  - 1849 Vierte Abtheilung Digitalisat
  - Vollständige Ausgabe 1852 Digitalisat
    - Neue Folge der mittleren Oerter von Fixsternen für den Anfang 1850 Digitalisat